# David Wain
David Wain, född 1 augusti 1969 i Shaker Heights i Ohio, är en amerikansk komiker, manusförfattare, skådespelare och regissör.